# Sebastian Fabian Klonowic

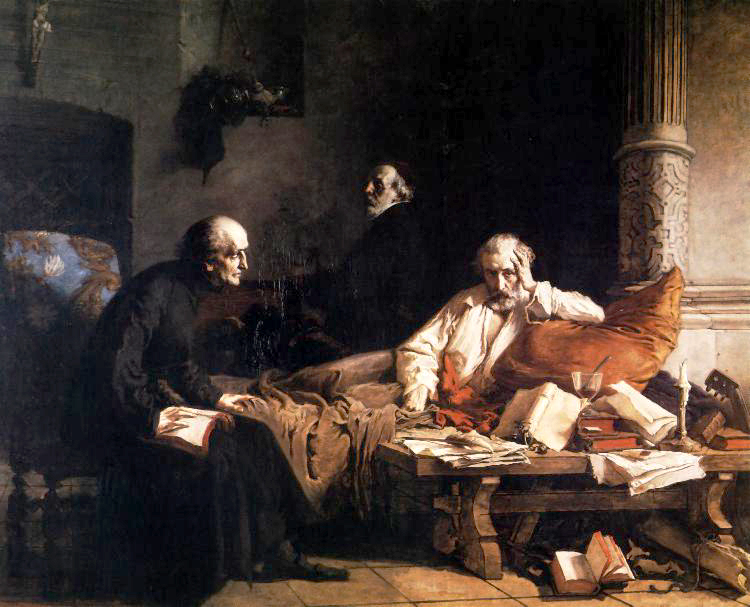
Tod des Acernus, Gemälde von Wilhelm Leopolski, 1867

Sebastian Fabian Klonowic (auch Klonowicz), genannt Acernus (* um 1545 in Sulmierzyce, Powiat Poznański, Polen; † 29. August 1602 in Lublin) war ein polnischer Schriftsteller und Dichter.
Klonowic, mit dem Beinamen Acernus (poln. klon = deutsch Ahorn, lat. Acer), erlangte an der Universität Krakau den Doktorgrad und kam 1576 nach Lemberg. 1580 ging er nach Lublin und wurde dort Ratsherr sowie 1600 Bürgermeister. Durch seine rücksichtslose Geradheit zog er sich viele Feinde zu, und wegen seiner Hinneigung zur Reformation wurde er von dem Klerus verfolgt. Er schrieb in polnischer und lateinischer Sprache.
1862 wurde ihm in Sulmierzyce ein Denkmal errichtet. In seiner großen lateinischen Dichtung Victoria deorum, einer gereimten Philippika gegen den Adel, entwickelt Klonowic seine politisch-sozialen Begriffe über den wahren Adel; in dem Judasbeutel Klonowic brandmarkt er die verschiedenen Arten gewissenlosen Erwerbs, der Heuchelei, der Gewalttätigkeit der Großen etc.
Als Frucht einer Reise nach Danzig erschien die episch-didaktische Dichtung Flis („Floßwesen“). Während seines Aufenthalts in Lemberg besang er in der lateinischen Dichtung Roxolania die Naturschönheiten und den Reichtum Rotrusslands.
Auf den Tod Jan Kochanowskis dichtete er Dreizehn Klagelieder. Gesammelt erschienen die Gedichte Klonowics in der Biblioteka polska (Krakau 1858). Eine gute lateinische Biographie von Klonowic schrieb Mierzynski (Berlin 1857).